# Ri Song-Chol
Ri Song-Chol (Pionyang, 5 de abril de 1986) es un ex patinador artístico sobre hielo norcoreano.

## Carrera deportiva
Fue campeón asiático de patinaje artístico en 2008 y cinco veces campeón nacional de Corea del Norte (en 2003, 2007, 2008, 2009 y 2010). Compitió en los Juegos Olímpicos de Invierno de 2010 en Vancouver, Canadá. Allí participó en el evento de patinaje artístico individual masculino finalizando en la 25° posición.
Ri fue el abanderado de Corea del Norte en la ceremonia de apertura de dichos juegos.
Participó en los Juegos Asiáticos de Invierno de 2011, celebrados en Astaná y Almatý (Kazajistán). Allí en el evento de patinaje artístico quedó en el octavo lugar.

## Programas
| Temporada | Programa corto              | Programa libre                             |
| --------- | --------------------------- | ------------------------------------------ |
| 2009–2010 | - Whistle Wind de I. T. Kim | - Las cuatro estaciones de Antonio Vivaldi |

## Resultados en competiciones
JGP: Junior Grand Prix
| Internacional           | Internacional | Internacional | Internacional | Internacional | Internacional | Internacional | Internacional | Internacional | Internacional | Internacional |
| Evento                  | 00–01         | 02–03         | 03–04         | 04–05         | 05–06         | 06–07         | 07–08         | 08–09         | 09–10         | 10–11         |
| ----------------------- | ------------- | ------------- | ------------- | ------------- | ------------- | ------------- | ------------- | ------------- | ------------- | ------------- |
| JJ.OO. de Iniverno      |               |               |               |               |               |               |               |               | 25°           |               |
| Trofeo Nebelhorn        |               |               |               |               |               |               |               |               | 11°           |               |
| Juegos Asiáticos        |               | 9°            |               |               |               | 6°            |               |               |               | 8°            |
| Trofeo Asiático         |               |               |               |               |               |               |               | 1°            |               |               |
| Ice Challenge           |               |               |               |               |               |               |               |               |               | 6°            |
| Internacional: Júnior   |               |               |               |               |               |               |               |               |               |               |
| JGP China               |               |               |               | 8°            |               |               |               |               |               |               |
| JGP Serbia              |               | 3°            |               |               |               |               |               |               |               |               |
| Trofeo Triglav          |               |               | 2°            |               |               |               |               |               |               |               |
| Nacional                |               |               |               |               |               |               |               |               |               |               |
| Campeonatos Norcoreanos | 4°            | 1°            | 2°            | 2°            | 2°            | 1°            | 1°            | 1°            | 1°            |               |